# Bikeqi
Bikeqi (kinesiska: 毕克齐, 毕克齐镇) är en köping i Kina. Den ligger i den autonoma regionen Inre Mongoliet, i den norra delen av landet, omkring 32 kilometer väster om regionhuvudstaden Hohhot. Antalet invånare är 28493. Befolkningen består av 13 733 kvinnor och 14 760 män. Barn under 15 år utgör 13,0 %, vuxna 15-64 år 74 %, och äldre över 65 år 11,0 %.
Genomsnittlig årsnederbörd är 568 millimeter. Den regnigaste månaden är juli, med i genomsnitt 170 mm nederbörd, och den torraste är januari, med 3 mm nederbörd.